# دانيلا غراهام
دانيلا غراهام هي صحفية كندية، ولدت في 1980 في جيلف في كندا.